# 塞爾希伊夫卡導彈襲擊
2022年7月1日凌晨1:00左右，俄羅斯空天軍向烏克蘭南部敖德萨州城鎮塞尔希伊夫卡進行空對地襲擊，擊中市内的一栋住宅楼和娱乐中心。袭击造成至少21人死亡（其中包括一名12岁男孩）。後來，7月2日成为该市的哀悼日。